# 취리히 빕킹엔역
취리히 빕킹엔역(독일어: Bahnhof Zürich Wipkingen)은 스위스 취리히시의 빕킹엔구에 있는 기차역이다. 취리히 S-반의 S24번 노선이 운행된다.
역은 도시의 중심에서 북부까지 연결되는 여러 철도 중 가장 오래된 곳에 있다. 취리히 중앙역을 종점으로 하는 북부 또는 북동쪽에서 출발하는 인터시티, 유로시티 또는 레기오익스프레스 열차는 여전히 이 노선을 사용한다. 역의 북쪽 끝에서 즉시 빕킹엔 터널이 시작되어 취리히 욀리콘으로 연결된다.
2014년 6월 14일 바인베르크 터널이 개통되기 전에는 이 역에 취리히 S-반 노선 S2, S8, S14가 운행되었다. 이 노선은 이제 모두 새로운 터널 경로를 통해 운행되며 빕킹엔이 서비스를 중단하지 않도록 하기 위해 30분마다 중앙역에서 더 북쪽으로 S24가 연장되었다.